# Вєтчак
Вєтчак (рос. Ветчак) — присілок в Кстовському районі Нижньогородської області Російської Федерації.
Населення становить 151 особу. Входить до складу муніципального утворення Новоликеєвська сільрада.

## Історія
Від 2009 року входить до складу муніципального утворення Новоликеєвська сільрада.

## Населення
| 2002 | 2010 |
| ---- | ---- |
| 150  | ↗151 |